# Glas V8
De Glas V8 is een coupé met een V8-motor van de Duitse autoproducent Hans Glas GmbH. De auto werd voorgesteld op het Autosalon van Frankfurt in 1965, waar hij de bijnaam "Glaserati" kreeg vanwege zijn Frua-ontwerp, dat veel kenmerken deelde met de toenmalige Maserati Quattroporte.
De V8 deelde zijn wielbasis met de bestaande Glas 1700 sedan, wat resulteerde in een lange overhang voor- en achteraan, wat volgens sommige critici de esthetiek van het opvallende ontwerp en de wegligging van de auto nadelig beïnvloedden.

## Ontwikkeling
In 1964 nam men bij Glas het besluit om voort te bouwen op de populariteit van de bestaande Glas GT en een grotere zescilinder GT-coupé te produceren. Later zou er dan op basis van deze nieuwe coupé een sportsedan aan het aanbod toegevoegd worden.
Het bedrijf zat op dat moment echter al in slechte financiële papieren en om ontwikkelingskosten te besparen werd besloten om twee 1290 cc viercilindermotoren van de fabrikant te combineren tot een nieuwe V8-motor.  Deze 2580 cc V8-motor had twee bovenliggende nokkenassen (één voor elke cilinderrij) die aangedreven werden met behulp van twee distributieriemen.

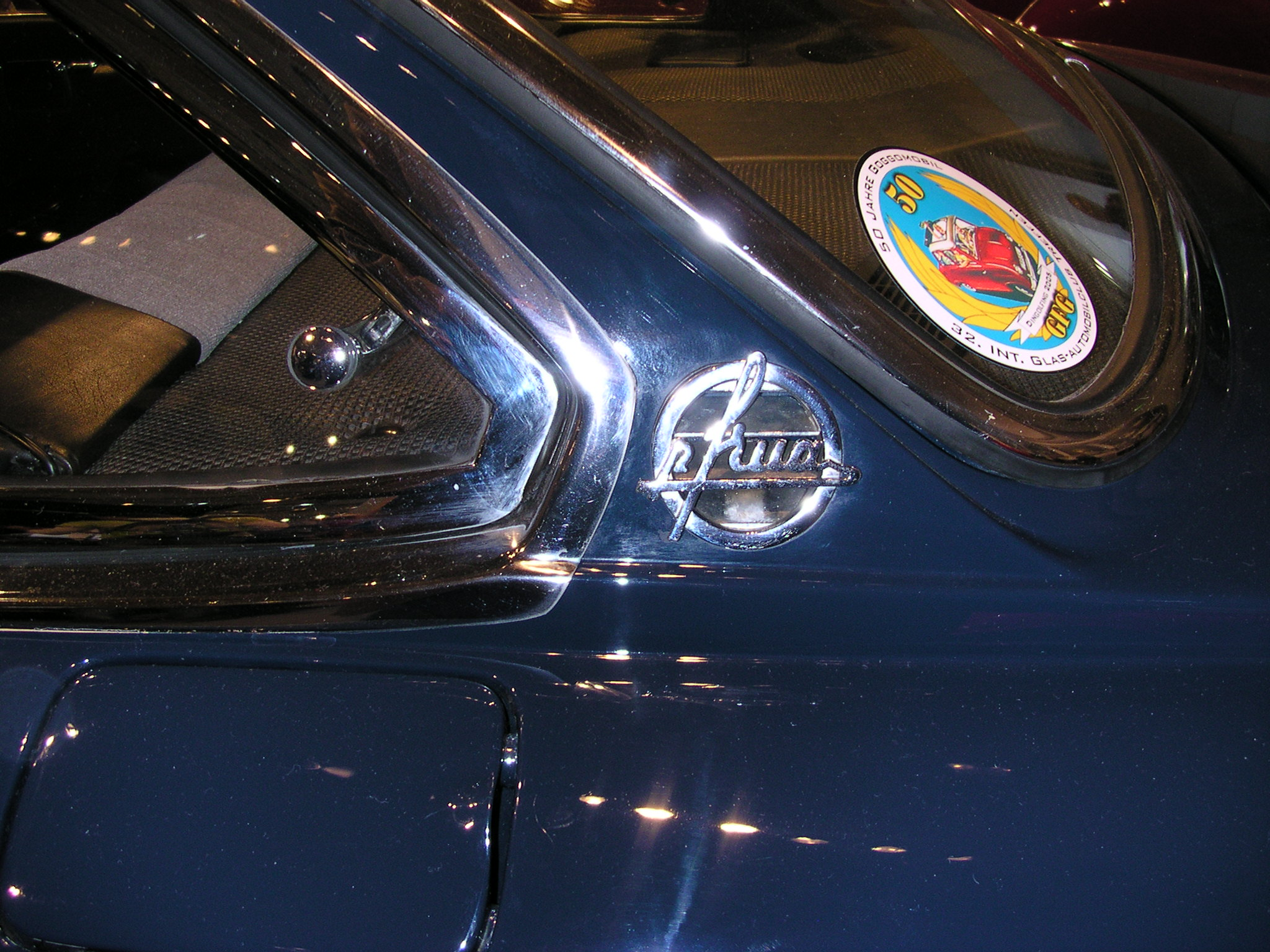
Een ontwerp van Frua

Het ontwerp van de auto was in handen van Frua, die de opdracht kreeg om de kosten te drukken door zoveel mogelijk bestaande onderdelen van andere fabrikanten te gebruiken. Het resulterende ontwerp kreeg daarom onder andere de koplampen van een Mercedes-Benz touringcar. De ruitenwissers, raambedieningsmechanismen en andere onderdelen kwamen van andere Mercedes-modellen zoals de Pagode. De carrosserie werd met de hand gebouwd, waarbij onderdelen zoals de deuren, de motorkap en de chromen sierstrip bovenaan de grille op maat gemaakt werden voor elke individuele carrosserie. Al deze onderdelen dragen het chassisnummer van de auto en zijn dus niet rechtstreeks uitwisselbaar tussen auto's.

## Modellen

### Glas 2600 V8
In juli 1966 verlieten de eerste exemplaren van de nieuwe Glas 2600 V8 de Glas-fabriek in Dingolfing. De 2580 cc-motor produceerde een vermogen van 110 kW (150 pk), goed voor een topsnelheid van 198 km/u. Dankzij de "Hydromat" hydraulische veerpoten was dit de eerste Duitse productieauto met een zelfnivellerende vering. BMW nam in november 1966 het noodlijdende Hans Glas GmbH over en beëindigde de productie van de 2600 V8 in augustus 1967, na 277 geleverde exemplaren.

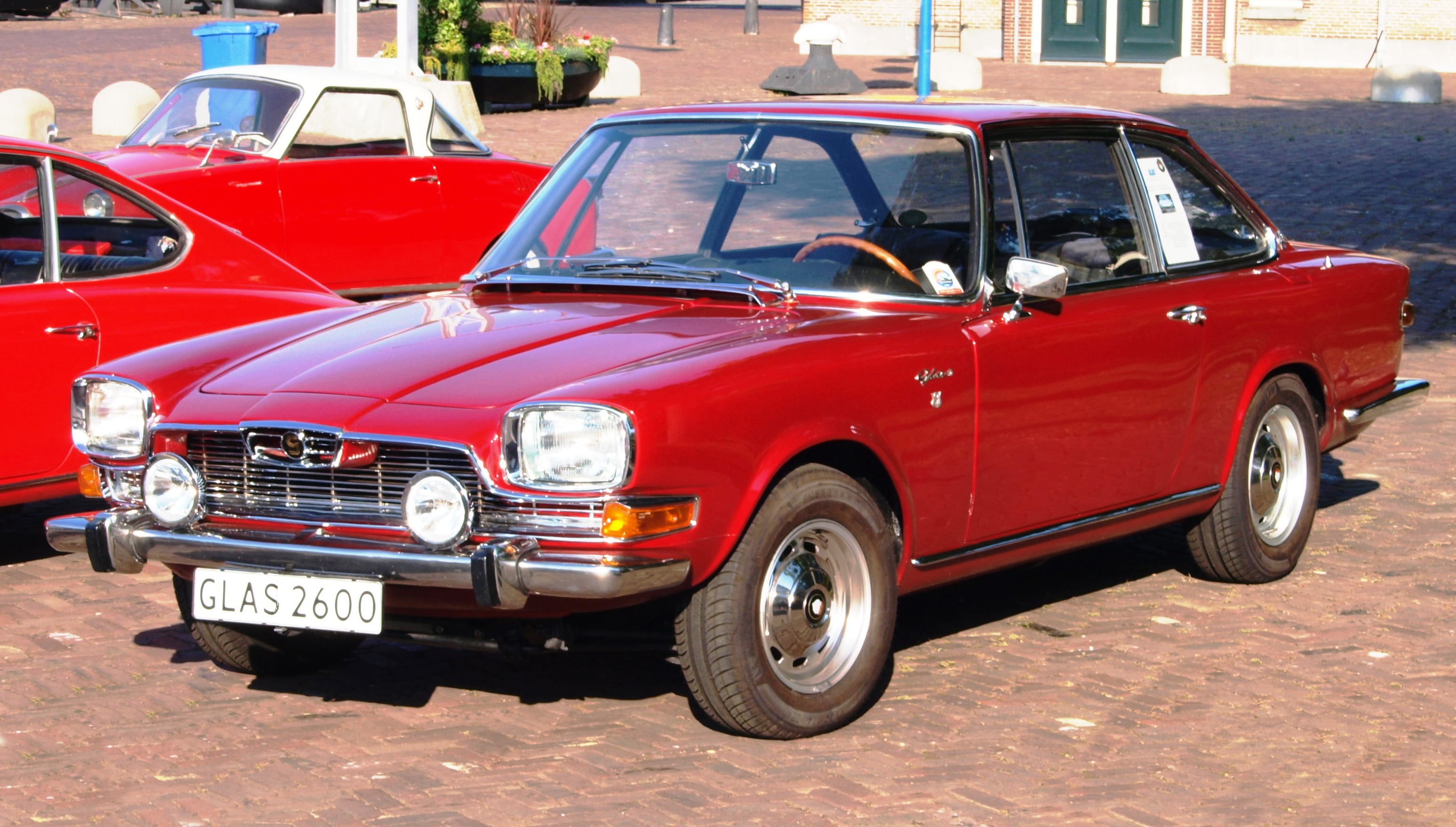
Glas 2600
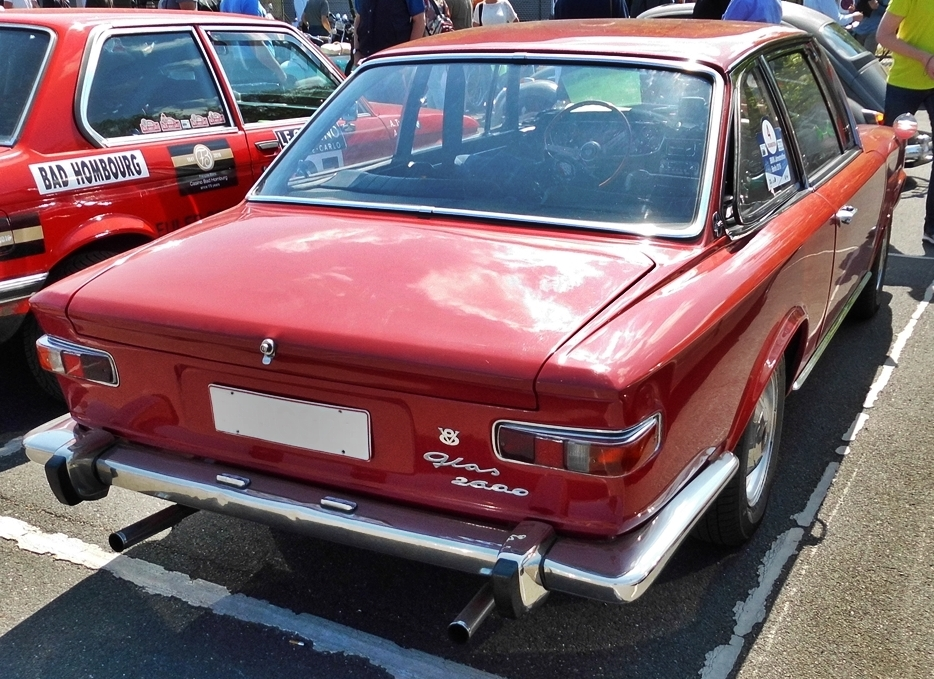
Glas 2600, achteraanzicht

### BMW Glas 3000 V8
In februari 1966 had Glas een prototype van de Glas V8 klaar met een 2982 cc V8-motor met driewegcarburateur. Deze versie leverde een vermogen van 118 kW (160 pk) en was volgens sommige bronnen in staat om de magische grens van 200 km/u te doorbreken, wat van bij de aanvang van het project de beoogde snelheid was. Er werd ook gewerkt aan een model met een 3,2-litermotor met een vermogen van 129 kW (175 pk), maar wegens de overname  door BMW is de 3,2-liter Glas V8 nooit in productie gegaan.
BMW beëindigde de productie van de Glas 2600 V8 in augustus 1967. Een maand later verscheen de 3000 V8, die nog ontwikkeld was onder Glas-management, op de markt als de BMW Glas 3000 V8. In tegenstelling tot de kleinere Glas GT kreeg de 3000 V8 geen nieuw radiatorrooster met de typische BMW "dubbele nier". Afgezien van een BMW-badge op de motorkap en de kofferbak bracht BMW de 3000 V8 vrijwel ongewijzigd op de markt. In mei 1968 werd de productie beëindigd na 389 geproduceerde exemplaren, waarvan naar verluidt 17 exemplaren als “Glas 3000 V8” verkocht werden.

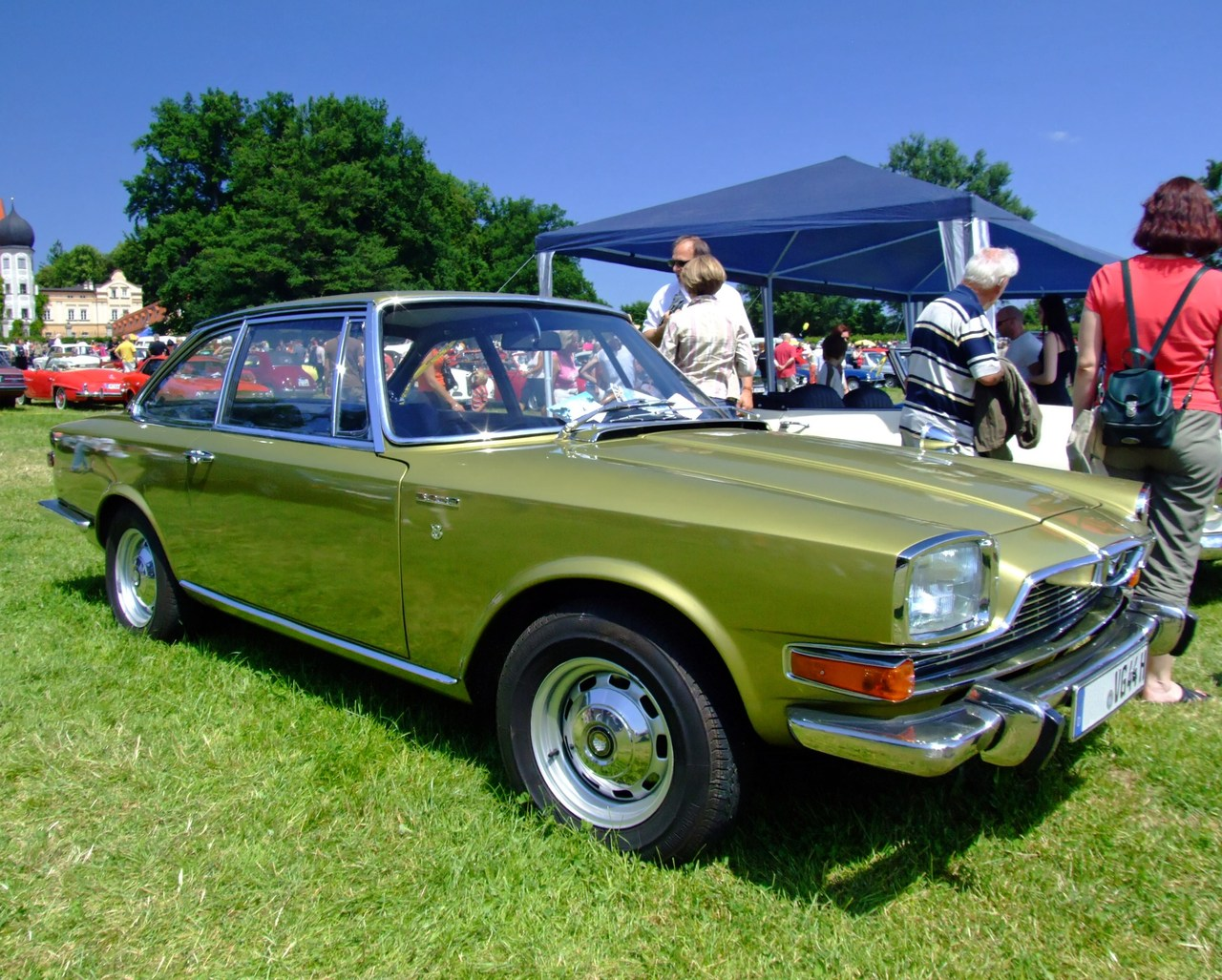
Glas 3000 V8
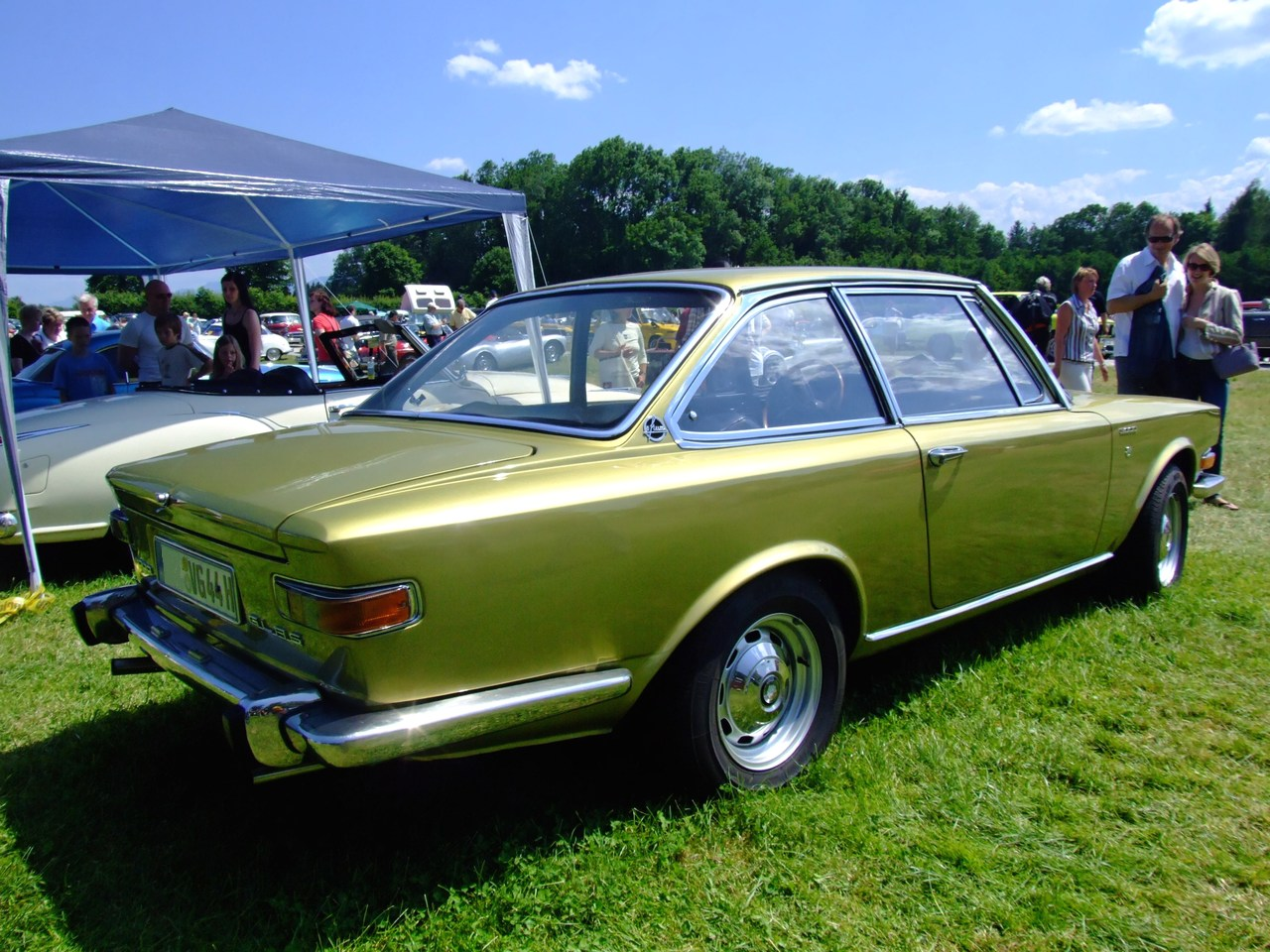
Glas 3000 V8, achteraanzicht
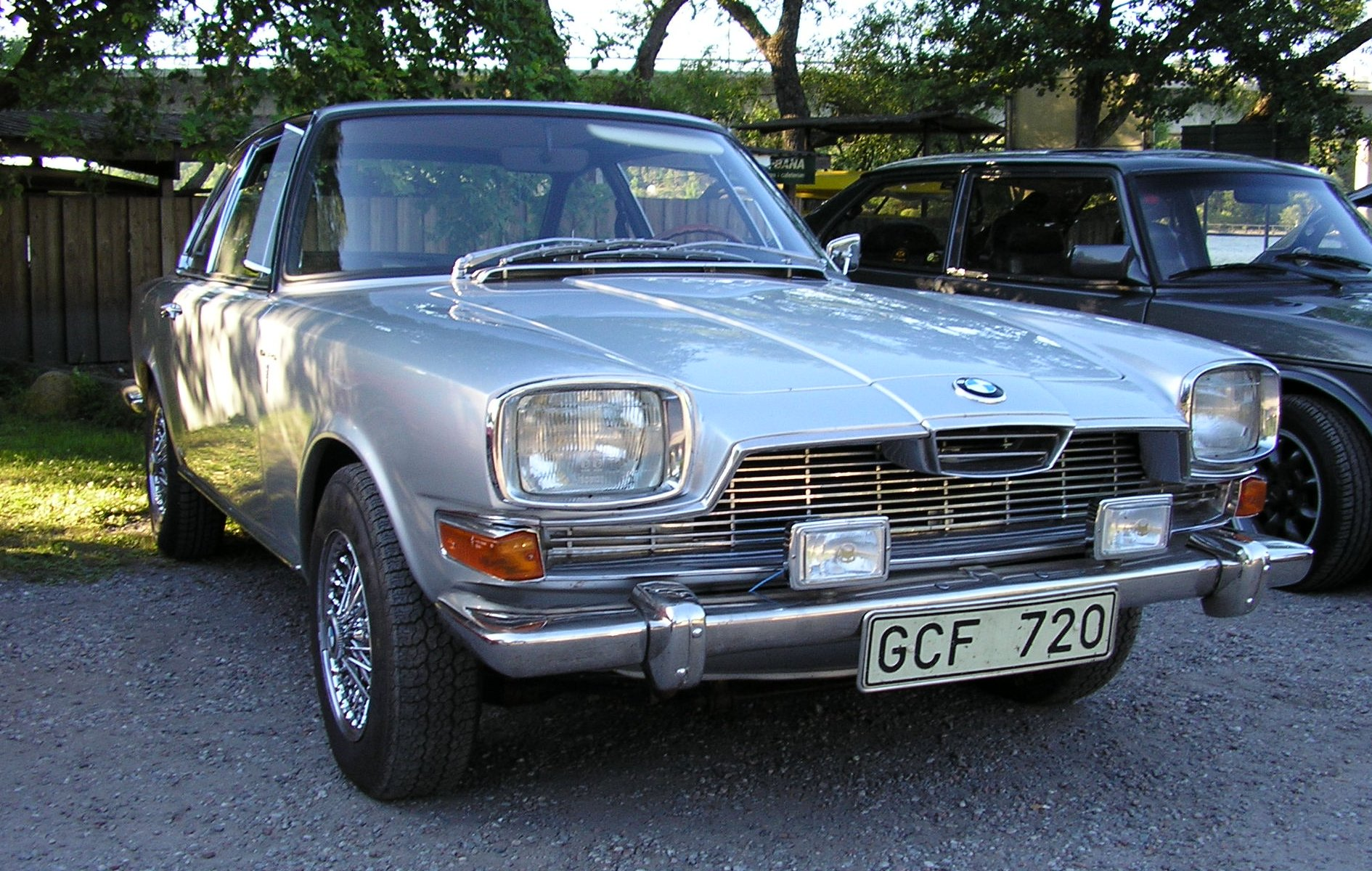
BMW Glas 3000 V8
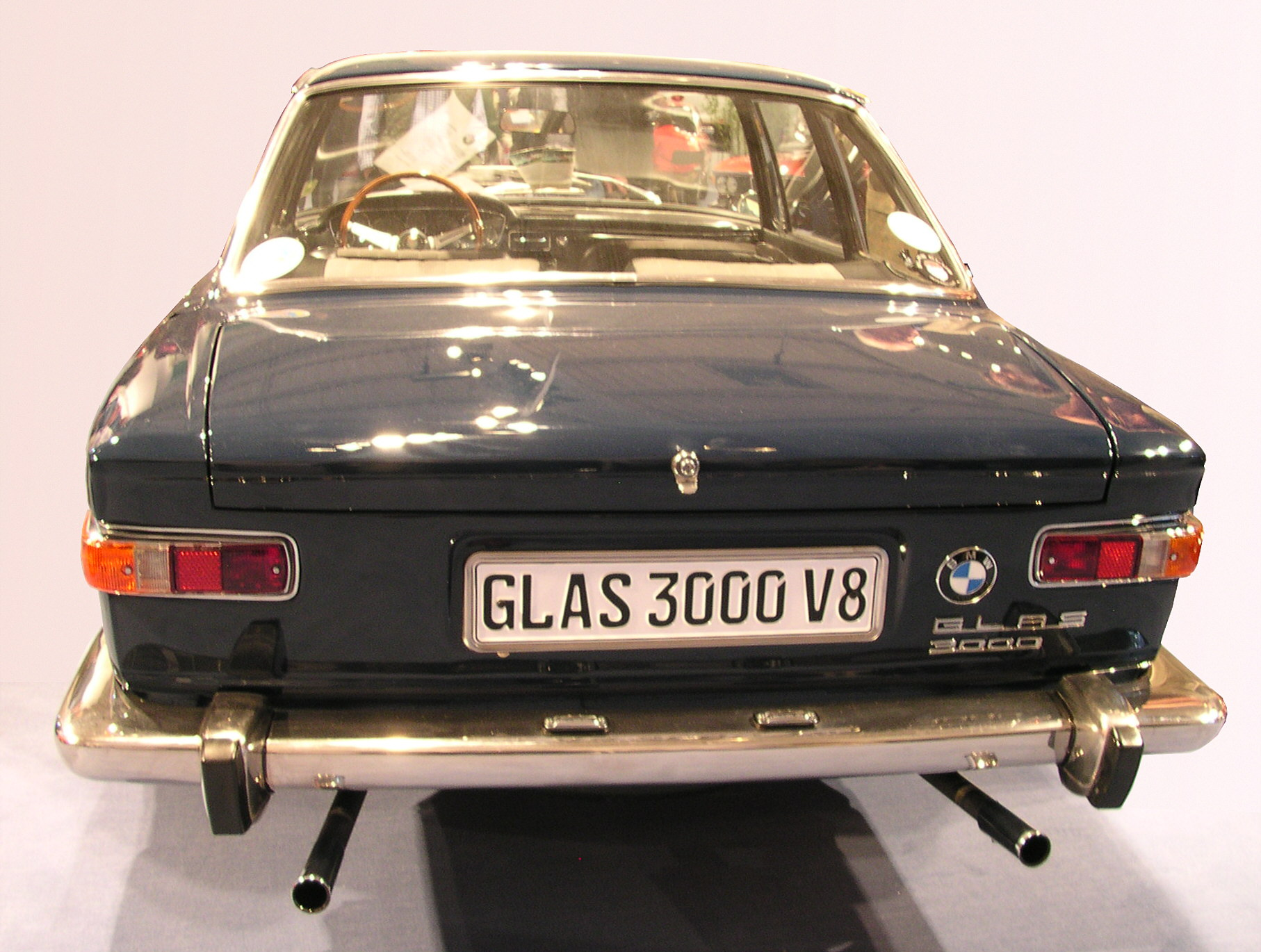
BMW Glas 3000 V8, achteraanzicht
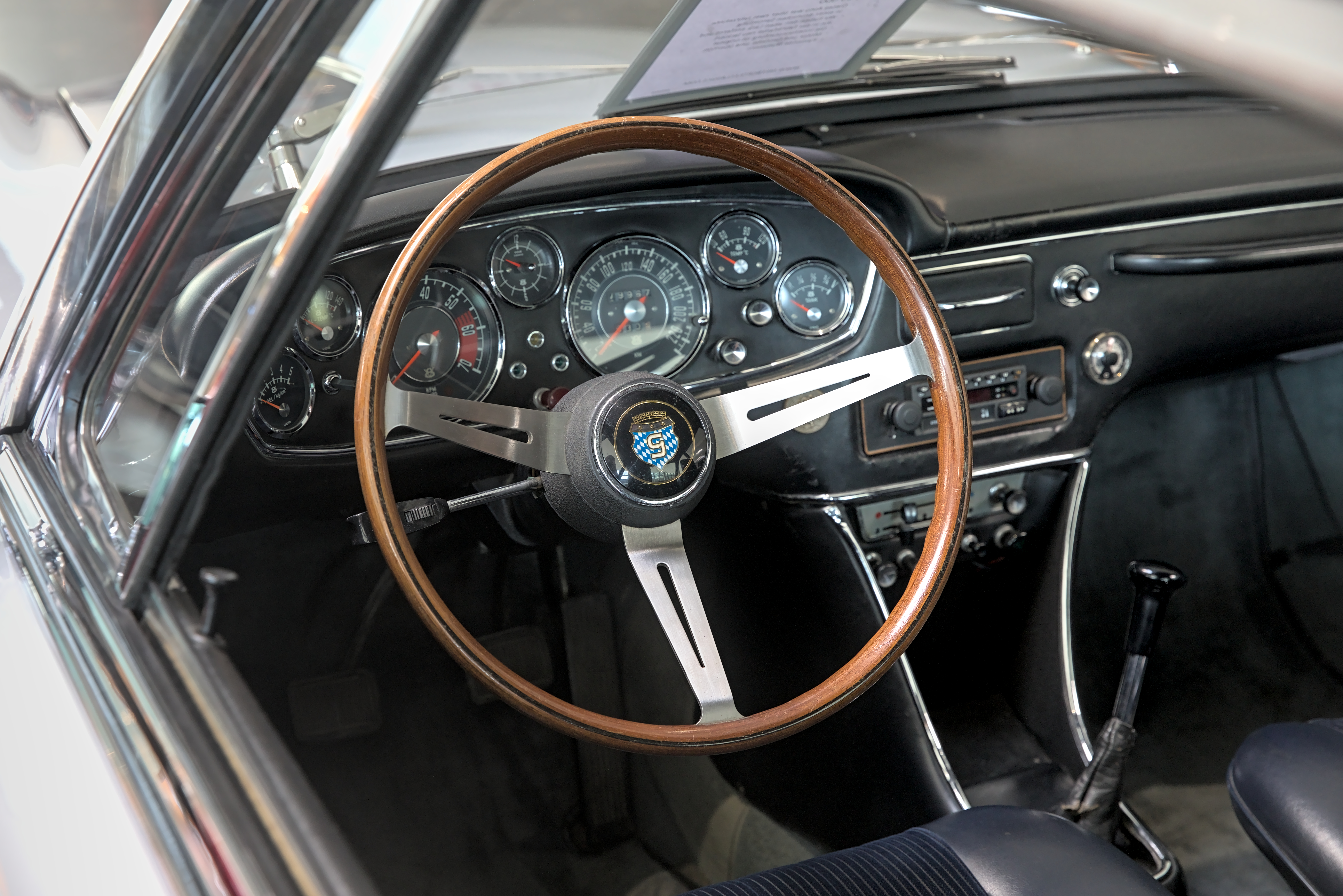
BMW Glas 3000 V8, interieur

## Technische gegevens
|                | Glas 2600 V8           | Glas 3000 V8           | BMW-Glas 3000 V8       |
| -------------- | ---------------------- | ---------------------- | ---------------------- |
| Koetswerkstijl | Coupé                  | Coupé                  | Coupé                  |
| Jaren          | jul 1966-aug 1967      | feb 1966               | sep 1967-sep 1968      |
| Motor          | watergekoelde V8-motor | watergekoelde V8-motor | watergekoelde V8-motor |
| Cilinderinhoud | 2580 cc                | 2982 cc                | 2982 cc                |
| Vermogen       | 110 kW (150 pk)        | 118 kW (160 pk)        | 118 kW (160 pk)        |
| Topsnelheid    | 198 km/u               | 200 km/u               | 200 km/u               |
| Gewicht        | 1200 kg                | 1200 kg                | 1350 kg                |

## Tijdlijn personenauto's
| Glas-modellen van 1955 tot 1974 | Glas-modellen van 1955 tot 1974 | Glas-modellen van 1955 tot 1974                                               | Glas-modellen van 1955 tot 1974                                               | Glas-modellen van 1955 tot 1974                                               | Glas-modellen van 1955 tot 1974                                               | Glas-modellen van 1955 tot 1974                                               | Glas-modellen van 1955 tot 1974                                               | Glas-modellen van 1955 tot 1974                                               | Glas-modellen van 1955 tot 1974                                               | Glas-modellen van 1955 tot 1974                                               | Glas-modellen van 1955 tot 1974                                               | Glas-modellen van 1955 tot 1974                                               | Glas-modellen van 1955 tot 1974                                               | Glas-modellen van 1955 tot 1974                                               | Glas-modellen van 1955 tot 1974                                               | Glas-modellen van 1955 tot 1974                                               | Glas-modellen van 1955 tot 1974                                               | Glas-modellen van 1955 tot 1974                                               | Glas-modellen van 1955 tot 1974                                               | Glas-modellen van 1955 tot 1974                                               | Glas-modellen van 1955 tot 1974                                               | Glas-modellen van 1955 tot 1974                                               |
| ------------------------------- | ------------------------------- | ----------------------------------------------------------------------------- | ----------------------------------------------------------------------------- | ----------------------------------------------------------------------------- | ----------------------------------------------------------------------------- | ----------------------------------------------------------------------------- | ----------------------------------------------------------------------------- | ----------------------------------------------------------------------------- | ----------------------------------------------------------------------------- | ----------------------------------------------------------------------------- | ----------------------------------------------------------------------------- | ----------------------------------------------------------------------------- | ----------------------------------------------------------------------------- | ----------------------------------------------------------------------------- | ----------------------------------------------------------------------------- | ----------------------------------------------------------------------------- | ----------------------------------------------------------------------------- | ----------------------------------------------------------------------------- | ----------------------------------------------------------------------------- | ----------------------------------------------------------------------------- | ----------------------------------------------------------------------------- | ----------------------------------------------------------------------------- |
| Type                            | 1950                            | 1950                                                                          | 1950                                                                          | 1950                                                                          | 1950                                                                          | 1960                                                                          | 1960                                                                          | 1960                                                                          | 1960                                                                          | 1960                                                                          | 1960                                                                          | 1960                                                                          | 1960                                                                          | 1960                                                                          | 1960                                                                          | 1960                                                                          | 1970                                                                          | 1970                                                                          | 1970                                                                          | 1970                                                                          | 1970                                                                          |                                                                               |
| Type                            | 5                               | 6                                                                             | 7                                                                             | 8                                                                             | 9                                                                             | 0                                                                             | 1                                                                             | 2                                                                             | 3                                                                             | 4                                                                             | 5                                                                             | 6                                                                             | 7                                                                             | 7                                                                             | 8                                                                             | 9                                                                             | 0                                                                             | 1                                                                             | 2                                                                             | 3                                                                             | 4                                                                             |                                                                               |
| Miniklasse                      | Goggomobil T                    | Goggomobil T                                                                  | Goggomobil T                                                                  | Goggomobil T                                                                  | Goggomobil T                                                                  | Goggomobil T                                                                  | Goggomobil T                                                                  | Goggomobil T                                                                  | Goggomobil T                                                                  | Goggomobil T                                                                  | Goggomobil T                                                                  | Goggomobil T                                                                  | Goggomobil T                                                                  | Goggomobil T                                                                  | Goggomobil T                                                                  | Goggomobil T                                                                  |                                                                               |                                                                               |                                                                               |                                                                               |                                                                               |                                                                               |
| Compacte klasse                 |                                 |                                                                               |                                                                               | Isar                                                                          | Isar                                                                          | Isar                                                                          | Isar                                                                          | Isar                                                                          | Isar                                                                          | Isar                                                                          | Isar                                                                          |                                                                               |                                                                               |                                                                               |                                                                               |                                                                               |                                                                               |                                                                               |                                                                               |                                                                               |                                                                               |                                                                               |
| Compacte middenklasse           |                                 |                                                                               |                                                                               |                                                                               |                                                                               |                                                                               |                                                                               | 1004, 1204, 1304                                                              | 1004, 1204, 1304                                                              | 1004, 1204, 1304                                                              | 1004, 1204, 1304                                                              | 1004, 1204, 1304                                                              | 1004, 1204, 1304                                                              | 1004, 1204, 1304                                                              |                                                                               |                                                                               |                                                                               |                                                                               |                                                                               |                                                                               |                                                                               |                                                                               |
| Middenklasse                    |                                 |                                                                               |                                                                               |                                                                               |                                                                               |                                                                               |                                                                               |                                                                               |                                                                               | 1700                                                                          | 1700                                                                          | 1700                                                                          | 1700                                                                          | 1700                                                                          | 1800 GL/SA, 2000 GL/SA(ZA) / 1804, 2004(ZA)                                   | 1800 GL/SA, 2000 GL/SA(ZA) / 1804, 2004(ZA)                                   | 1800 GL/SA, 2000 GL/SA(ZA) / 1804, 2004(ZA)                                   | 1800 GL/SA, 2000 GL/SA(ZA) / 1804, 2004(ZA)                                   | 1800 GL/SA, 2000 GL/SA(ZA) / 1804, 2004(ZA)                                   | 1800 GL/SA, 2000 GL/SA(ZA) / 1804, 2004(ZA)                                   | 1800 GL/SA, 2000 GL/SA(ZA) / 1804, 2004(ZA)                                   |                                                                               |
| Coupé                           |                                 |                                                                               | Goggomobil TS                                                                 | Goggomobil TS                                                                 | Goggomobil TS                                                                 | Goggomobil TS                                                                 | Goggomobil TS                                                                 | Goggomobil TS                                                                 | Goggomobil TS                                                                 | Goggomobil TS                                                                 | Goggomobil TS                                                                 | Goggomobil TS                                                                 | Goggomobil TS                                                                 | Goggomobil TS                                                                 | Goggomobil TS                                                                 | Goggomobil TS                                                                 |                                                                               |                                                                               |                                                                               |                                                                               |                                                                               |                                                                               |
| Coupé                           |                                 |                                                                               |                                                                               |                                                                               |                                                                               |                                                                               |                                                                               |                                                                               |                                                                               | 1300 GT, 1700 GT                                                              | 1300 GT, 1700 GT                                                              | 1300 GT, 1700 GT                                                              | 1300 GT, 1700 GT                                                              | 1600 GT[1]                                                                    | 1600 GT[1]                                                                    |                                                                               |                                                                               |                                                                               |                                                                               |                                                                               |                                                                               |                                                                               |
| Coupé                           |                                 |                                                                               |                                                                               |                                                                               |                                                                               |                                                                               |                                                                               |                                                                               |                                                                               |                                                                               |                                                                               | 2600 V8, 3000 V8                                                              | 2600 V8, 3000 V8                                                              | 3000 V8[2]                                                                    | 3000 V8[2]                                                                    |                                                                               |                                                                               |                                                                               |                                                                               |                                                                               |                                                                               |                                                                               |
| Bestelwagen                     |                                 |                                                                               | Goggomobil TL                                                                 | Goggomobil TL                                                                 | Goggomobil TL                                                                 | Goggomobil TL                                                                 | Goggomobil TL                                                                 | Goggomobil TL                                                                 | Goggomobil TL                                                                 | Goggomobil TL                                                                 | Goggomobil TL                                                                 |                                                                               |                                                                               |                                                                               |                                                                               |                                                                               |                                                                               |                                                                               |                                                                               |                                                                               |                                                                               |                                                                               |
| Eigenaar                        | Hans Glas GmbH                  | Hans Glas GmbH                                                                | Hans Glas GmbH                                                                | Hans Glas GmbH                                                                | Hans Glas GmbH                                                                | Hans Glas GmbH                                                                | Hans Glas GmbH                                                                | Hans Glas GmbH                                                                | Hans Glas GmbH                                                                | Hans Glas GmbH                                                                | Hans Glas GmbH                                                                | Hans Glas GmbH                                                                | Hans Glas GmbH                                                                | BMW                                                                           | BMW                                                                           | BMW                                                                           | BMW                                                                           | BMW                                                                           | BMW                                                                           | BMW                                                                           | BMW                                                                           |                                                                               |
| Legende                         |                                 | Verkocht onder de merknaam BMW, [1] als BMW 1600 GT, [2] als BMW-Glas 3000 V8 | Verkocht onder de merknaam BMW, [1] als BMW 1600 GT, [2] als BMW-Glas 3000 V8 | Verkocht onder de merknaam BMW, [1] als BMW 1600 GT, [2] als BMW-Glas 3000 V8 | Verkocht onder de merknaam BMW, [1] als BMW 1600 GT, [2] als BMW-Glas 3000 V8 | Verkocht onder de merknaam BMW, [1] als BMW 1600 GT, [2] als BMW-Glas 3000 V8 | Verkocht onder de merknaam BMW, [1] als BMW 1600 GT, [2] als BMW-Glas 3000 V8 | Verkocht onder de merknaam BMW, [1] als BMW 1600 GT, [2] als BMW-Glas 3000 V8 | Verkocht onder de merknaam BMW, [1] als BMW 1600 GT, [2] als BMW-Glas 3000 V8 | Verkocht onder de merknaam BMW, [1] als BMW 1600 GT, [2] als BMW-Glas 3000 V8 | Verkocht onder de merknaam BMW, [1] als BMW 1600 GT, [2] als BMW-Glas 3000 V8 | Verkocht onder de merknaam BMW, [1] als BMW 1600 GT, [2] als BMW-Glas 3000 V8 | Verkocht onder de merknaam BMW, [1] als BMW 1600 GT, [2] als BMW-Glas 3000 V8 | Verkocht onder de merknaam BMW, [1] als BMW 1600 GT, [2] als BMW-Glas 3000 V8 | Verkocht onder de merknaam BMW, [1] als BMW 1600 GT, [2] als BMW-Glas 3000 V8 | Verkocht onder de merknaam BMW, [1] als BMW 1600 GT, [2] als BMW-Glas 3000 V8 | Verkocht onder de merknaam BMW, [1] als BMW 1600 GT, [2] als BMW-Glas 3000 V8 | Verkocht onder de merknaam BMW, [1] als BMW 1600 GT, [2] als BMW-Glas 3000 V8 | Verkocht onder de merknaam BMW, [1] als BMW 1600 GT, [2] als BMW-Glas 3000 V8 | Verkocht onder de merknaam BMW, [1] als BMW 1600 GT, [2] als BMW-Glas 3000 V8 | Verkocht onder de merknaam BMW, [1] als BMW 1600 GT, [2] als BMW-Glas 3000 V8 | Verkocht onder de merknaam BMW, [1] als BMW 1600 GT, [2] als BMW-Glas 3000 V8 |